# Alex Barros-Curtis
Alexandre Samuel Barros-Curtis (né en 1986) est un homme politique du parti travailliste britannique qui est député de Cardiff Ouest depuis 2024. Avant son élection, il est directeur exécutif des affaires juridiques du Parti travailliste.

## Jeunesse
Barros-Curtis est né dans le nord du Pays de Galles. Sa mère est enseignante et son père policier. Il fréquente l'école primaire de Gronant et le lycée de Prestatyn, puis étudie le droit à la London School of Economics.

## Carrière
Barros-Curtis est avocat et consultant en marketing. En 2016, il est assistant parlementaire principal du député Andy Burnham et, la même année, il est un proche conseiller d'Owen Smith lors de la tentative de ce dernier de devenir chef du Parti travailliste. Barros-Curtis et sa société, Movement for Another Future Limited, sont  liés à la campagne de Keir Starmer pour devenir chef du parti travailliste en avril 2020. Plus tard en 2020, Barros-Curtis devient directeur exécutif des affaires juridiques du Parti travailliste. Supervisant l'unité de conformité du parti travailliste, il joue un rôle central dans les plans du parti pour faire face aux allégations d'antisémitisme. Il est critiqué pour sa gestion d'une action en justice coûteuse contre cinq anciens membres du parti travailliste accusés d'avoir divulgué un rapport interne sur l'antisémitisme. Les poursuites sont abandonnées le 6 juin 2024, après avoir coûté au parti au moins 2,4 millions de livres sterling.

## Élections générales de 2024
Le 31 mai 2024, il est sélectionné comme candidat travailliste pour la circonscription sûre de Cardiff West, après que le député travailliste en exercice, Kevin Brennan, ait annoncé son intention de se retirer. Le choix est contesté par les militants locaux parce que Barros-Curtis vit à Londres, n'a aucun lien avec la région et a été « parachuté » dans la circonscription sans participation locale significative à la décision.
Barros-Curtis remporte l'élection de Cardiff West avec environ un tiers des voix (16 442) avec une majorité de 7 019 voix sur le candidat du Plaid Cymru arrivé en deuxième position. 